# Arquitetura da Índia

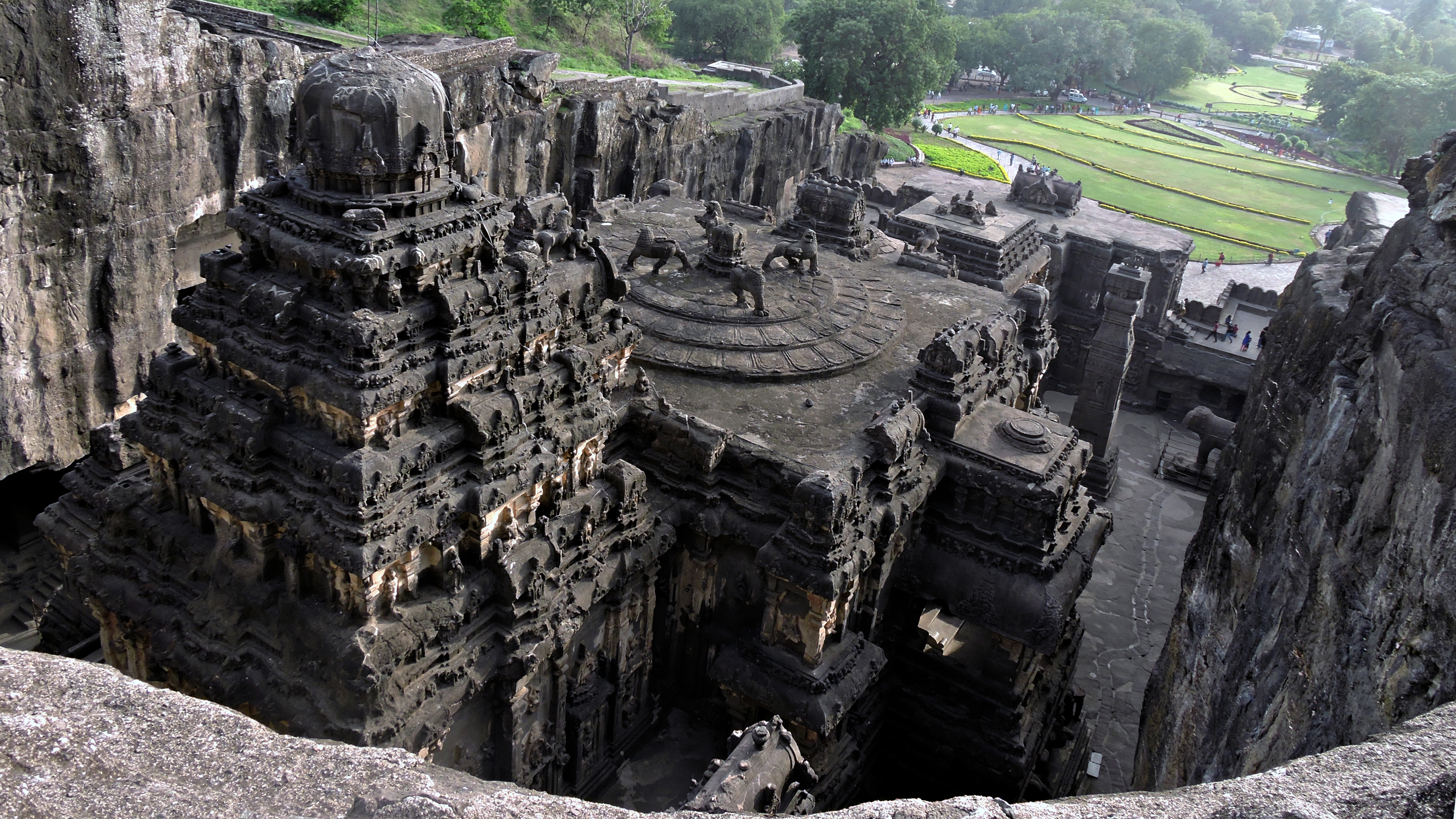
Templo de Kailash, um exemplo da arquitetura indiana

A arquitetura indiana está enraizada na história, cultura e religião da Índia. Entre vários estilos e tradições arquitetônicas, os mais conhecidos incluem as diversidades de arquitetura de templos hindus e arquitetura indo-islâmica, especialmente arquitetura Rajput, arquitetura Mughal, arquitetura do sul da Índia e arquitetura indo-sarracena. A arquitetura indiana primitiva era feita de madeira, que não sobreviveu devido ao apodrecimento e instabilidade das estruturas. Em vez disso, as primeiras arquiteturas existentes são feitas com arquitetura indiana de corte de rocha, incluindo muitos templos budistas, hindus e jainistas. 

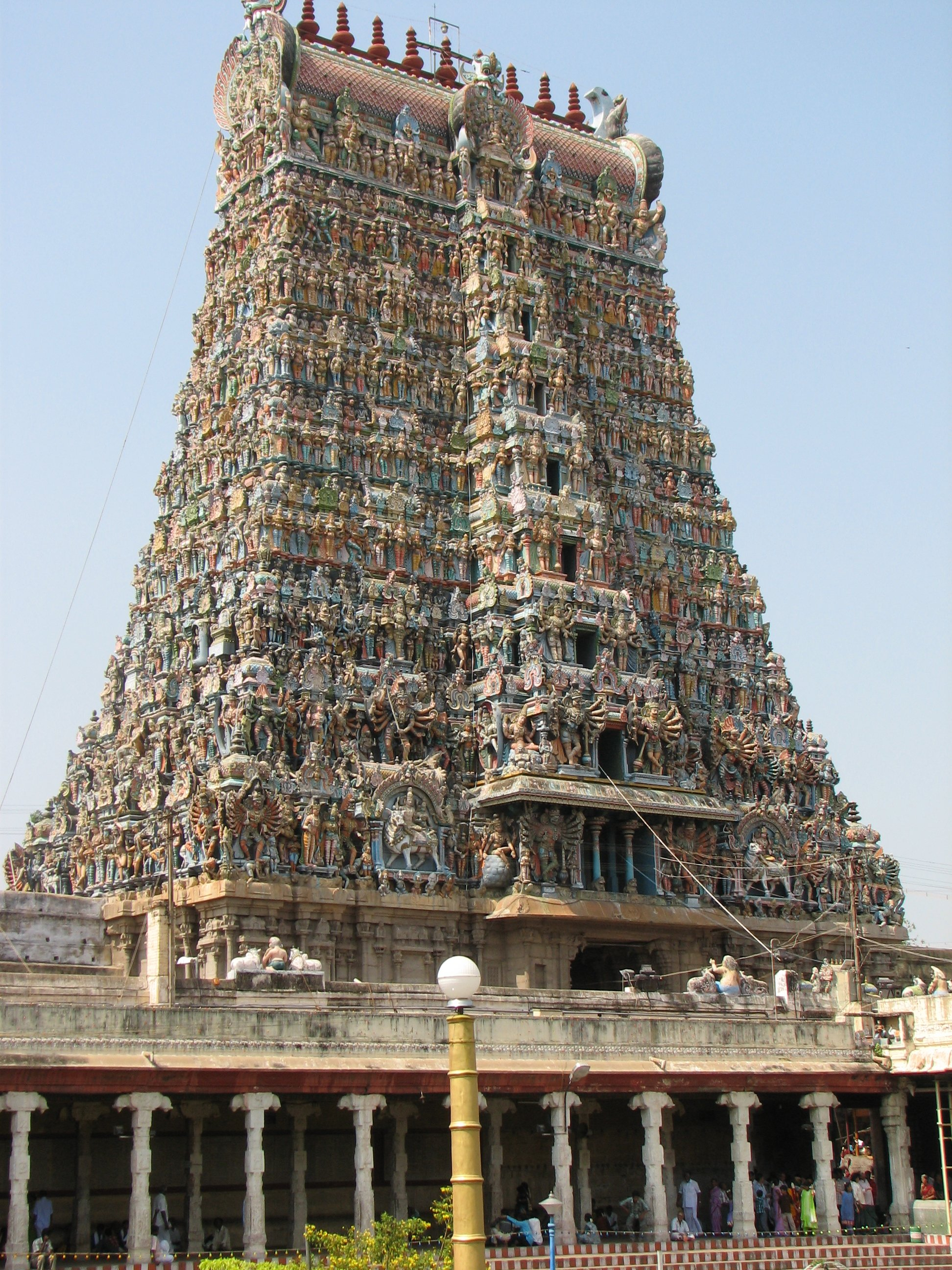
Templo Meenakshi, um exemplo da arquitetura Tâmil

A arquitetura do templo hindu é dividida no estilo dravidiano do sul da Índia e no estilo Nagara do norte da Índia, com outros estilos regionais. Os estilos de moradia também variam entre as regiões, dependendo do clima. O primeiro grande reino islâmico na Índia foi o sultanato de Déli , que levou ao desenvolvimento da arquitetura indo-islâmica, combinando características indianas e islâmicas. A regra do Império Mogol, quando a arquitetura Mogol evoluiu, é considerada o apogeu da arquitetura indo-islâmica, com o Taj Mahal sendo o ponto alto de sua contribuição. A arquitetura indo-islâmica também influenciou os estilos Rajput e Sikh. 
Durante o período colonial britânico, os estilos europeus, incluindo o neoclássico , o renascimento gótico e o barroco, prevaleceram em toda a Índia. A fusão dos estilos indo-islâmico e europeu levou a um novo estilo, conhecido como estilo indo-sarraceno. Após a independência da Índia, as ideias modernistas se espalharam entre os arquitetos indianos como uma forma de progredir da cultura colonial. Le Corbusier - que projetou a cidade de Chandigarh - influenciou uma geração de arquitetos em direção ao modernismo no século XX. As reformas econômicas de 1991 reforçaram ainda mais a arquitetura urbana da Índia à medida que o país se tornou mais integrado à economia mundial. O tradicional Vastu Shastra continua influente na arquitetura da Índia na era contemporânea. 

## Período Neolítico

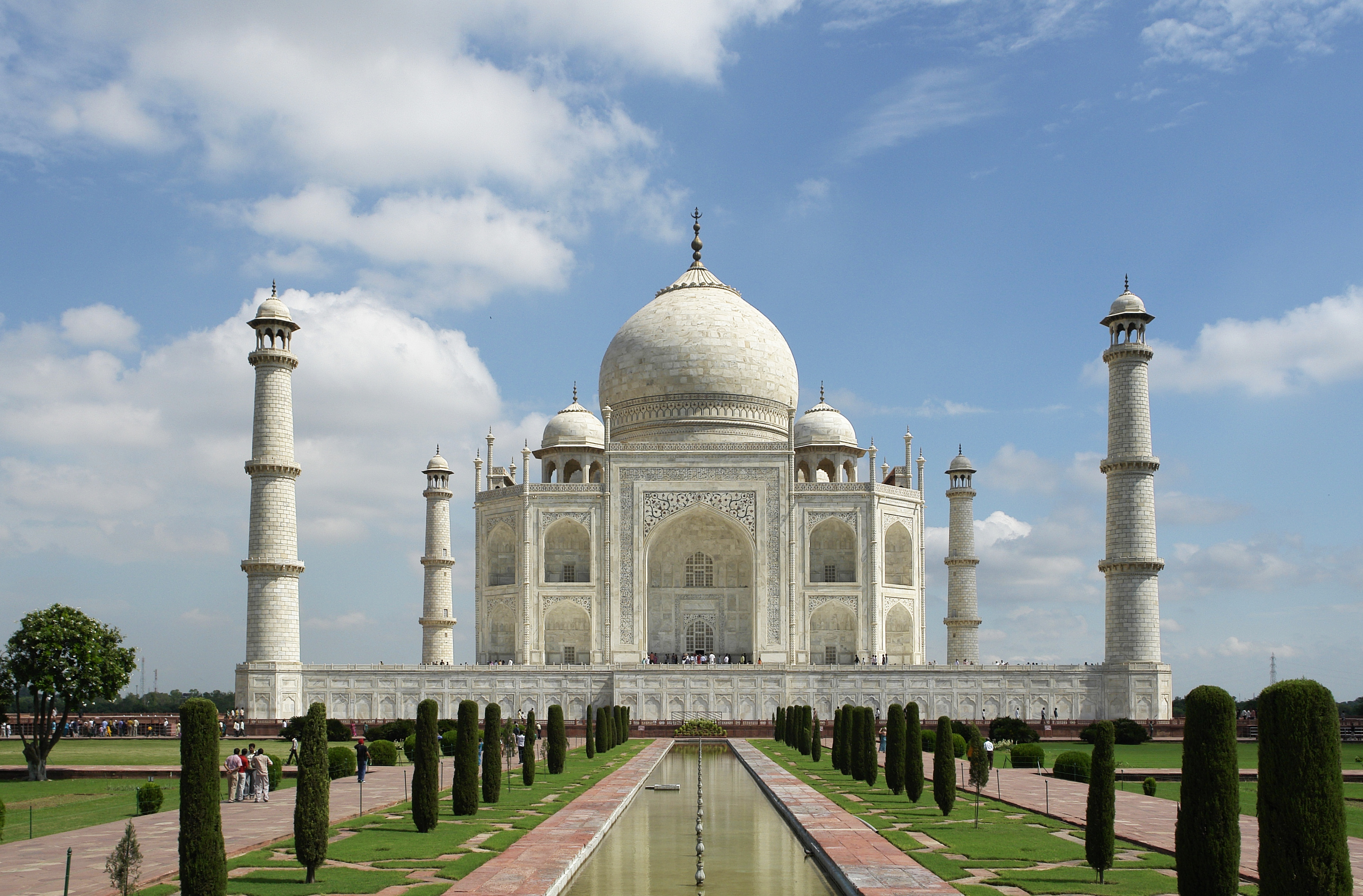
Taj Mahal, maior ícone da arquitetura indiana

No sul da Índia, o Neolítico começou em 6500 aC e durou até cerca de 1400 aC, quando o período de transição megalítica começou. O período neolítico do sul da Índia é caracterizado por montes de cinzas de 2500 aC na região de Karnataka , que mais tarde se expandiu para Tamil Nadu. Assentamentos neolíticos foram encontrados no noroeste (Caxemira , por exemplo), sul (Karnataka, Tamil Nadu e Andhra Pradesh), na fronteira nordeste (Meghalaya) e no leste ( Bihar e Odisha ) da Índia. 
A evidência clara mais antiga da presença dos enterros de urnas megalíticas são aqueles que datam de 1000 a.C., que foram descobertos em vários lugares em Tamil Nadu. A urna megalítica mais notável foi descoberta em Adichanallur, a 24 quilômetros de Tirunelveli, onde arqueólogos do Serviço Arqueológico da Índia desenterraram 12 urnas contendo crânios, esqueletos e ossos humanos, cascas, grãos de arroz carbonizado e celtas neolíticos, confirmando a presença do Neolítico período de 2800 anos atrás. 

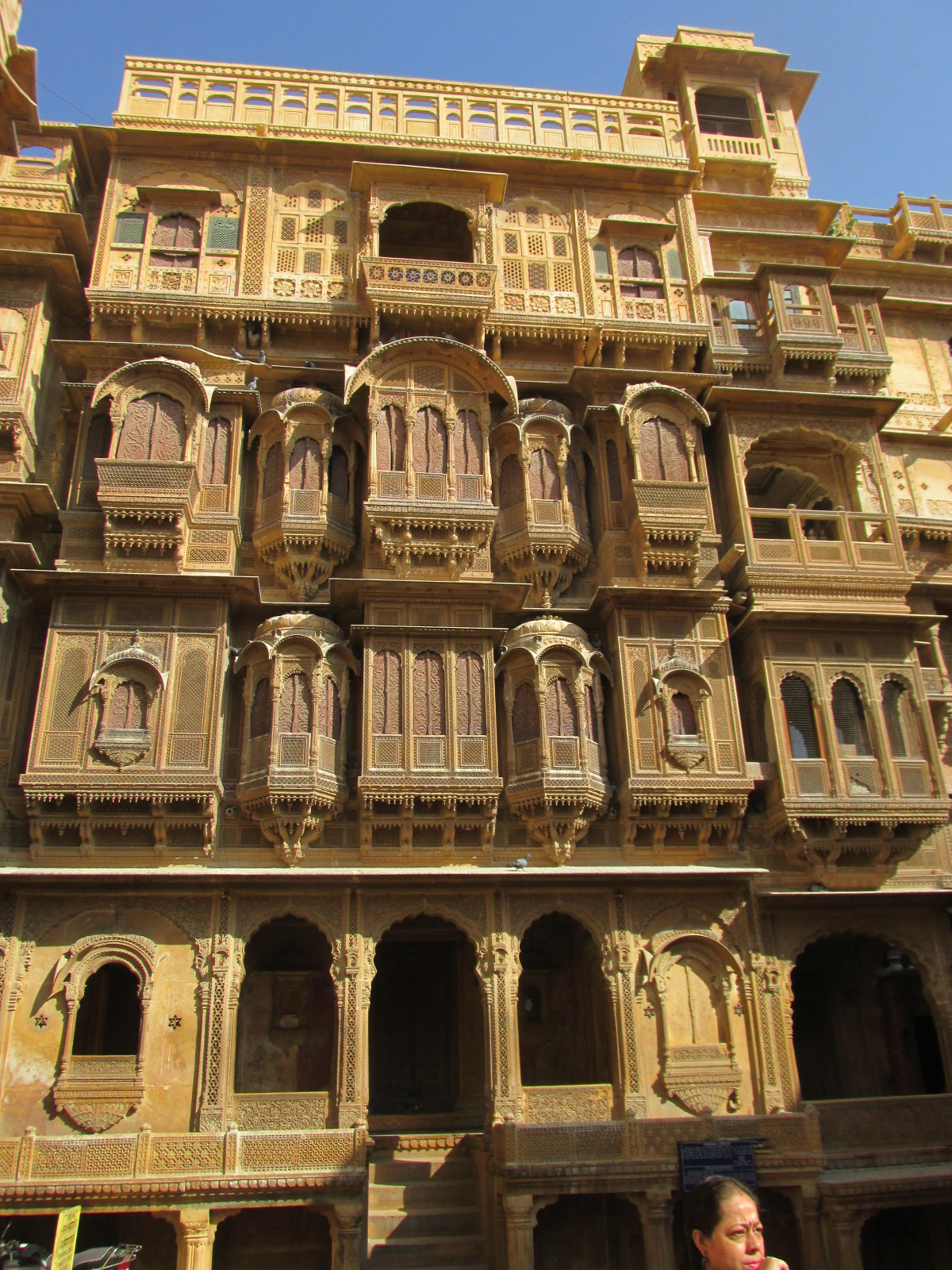
Patwon ki Haveli, Jaisalmer, exemplo fachada em arenito

As antiguidades desenterradas (de arte, arquitetura, costumes e rituais) indicam que o povo pré-histórico de Burzahom estabeleceu contato com a Ásia Central e o Sudoeste da Ásia e tinha ligações com as planícies do Ganges e a Índia peninsular. A interação de influências locais e estrangeiras é demonstrada pela arte, arquitetura, costumes, rituais e linguagem representados por gravuras em cerâmica e outros artefatos. 
Locais de enterros megalíticos foram encontrados espalhados por todo o subcontinente. O período neolítico durou até 3300 aC, misturando-se com o início do período Harappan (calcolítico ao início da Idade do Bronze). Um dos primeiros sítios neolíticos na Índia é Lahuradewa, na região do Médio Ganges, e Jhusi, perto da confluência dos rios Ganges e Jamuna, ambos datados de cerca do 7º milênio aC. 

## Civilização do Vale do Indo (2600 aC – 1900 aC)

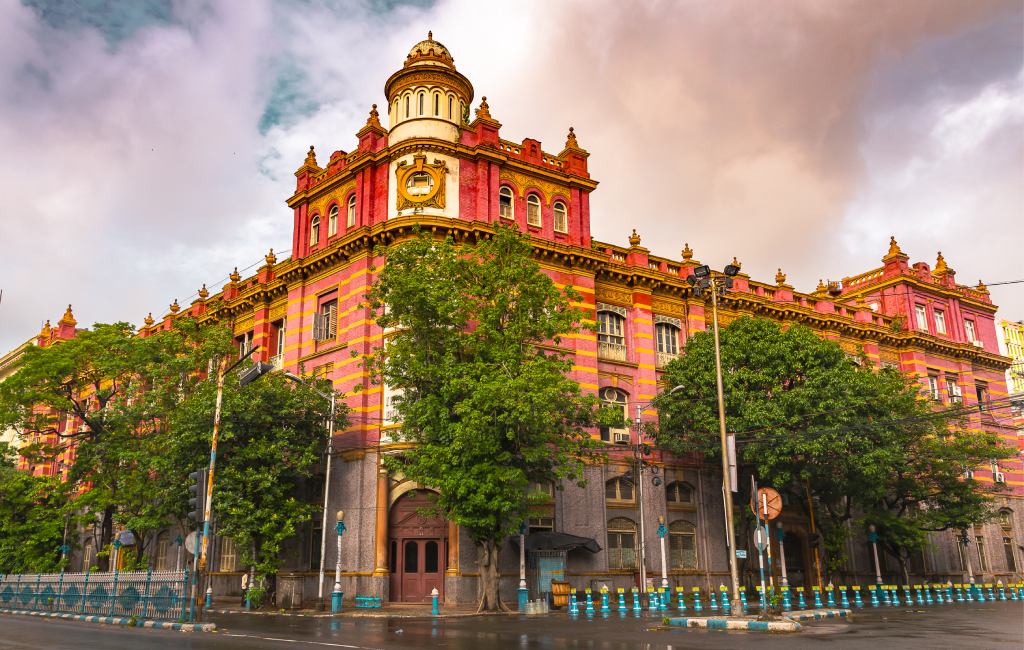
A Dalhousie Square, construída durante o período do Raj britânico, é um exemplo da fusão da arquitetura indiana e renascentista.

A civilização do Vale do Indo cobriu uma grande área ao redor da bacia do rio Indo e além no final da Idade do Bronze na Índia. Em sua fase madura, de cerca de 2600 a 1900 aC, produziu várias cidades marcadas por grande uniformidade dentro e entre os locais, incluindo Harappa, Lothal e o Patrimônio Mundial da UNESCO Mohenjo-daro. 
Os aspectos cívicos e urbanísticos e de engenharia são notáveis, mas o design dos edifícios é "de um caráter utilitário surpreendente". Existem celeiros, esgotos, cursos de água e tanques, mas não foram identificados palácios nem templos, embora as cidades tenham uma "cidadela" central elevada e fortificada.  Mohenjo-daro tem poços que podem ser os predecessores do Baoli (stepwell).  Cerca de 700 poços foram descobertos em apenas uma seção da cidade, levando os estudiosos a acreditar que os 'poços cilíndricos revestidos de tijolos' foram inventados pela Civilização do Vale do Indo. 
A decoração arquitetônica é extremamente mínima, embora existam "nichos pontiagudos estreitos" dentro de alguns edifícios. A maior parte da arte encontrada está em formas em miniatura, como selos, e principalmente em terracota, mas há muito poucas esculturas maiores de figuras. Na maioria dos locais, tijolos de barro queimados (não cozidos ao sol como na Mesopotâmia ) são usados exclusivamente como material de construção, mas alguns, como Dholavira, são de pedra. A maioria das casas tem dois andares e tamanhos e plantas muito uniformes. As grandes cidades declinaram de forma relativamente rápida, por razões desconhecidas, deixando para trás uma cultura de aldeia menos sofisticada. 

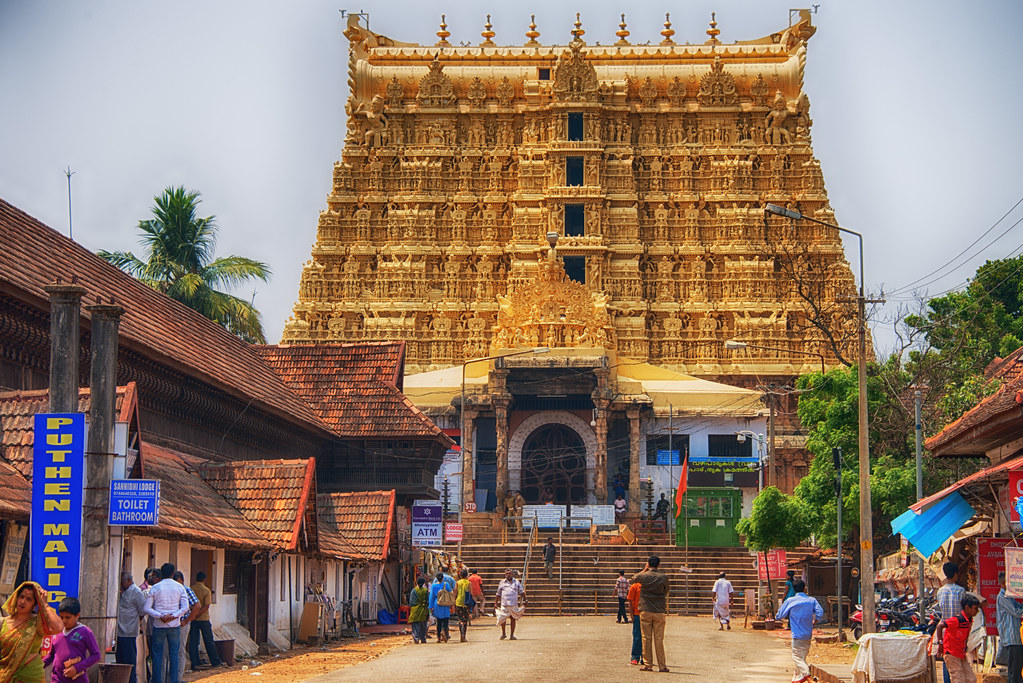
Templo Padmanabhaswamy em Thiruvananthapuram, Kerala

Após o colapso do alto período urbano harappan, algumas cidades ainda permaneceram urbanas e habitadas. locais como Bet Dwarka em Gujarat, Kudwala (38,1 ha) em Cholistan e Daimabad (20 Ha) em Maharashtra são considerados urbanos. Daimabad (2000-1000 aC) desenvolveu uma muralha com baluartes em seu período de cultura Jorwe (1400-1000 aC) e tinha edifícios públicos como um templo elíptico, um templo absidal e mostra evidências de planejamento no layout de casas e ruas retangulares ou faixas e ruas planejadas. A área aumentou para 50 hectares com uma população de 10.000 pessoas. Uma parede de proteção de 580 metros de comprimento datada de 1500 aC foi encontrada em Bet Dwarka, que se acredita ter sido danificada e submersa após uma tempestade no mar. 

## 600 a.C. — 250 d.C.

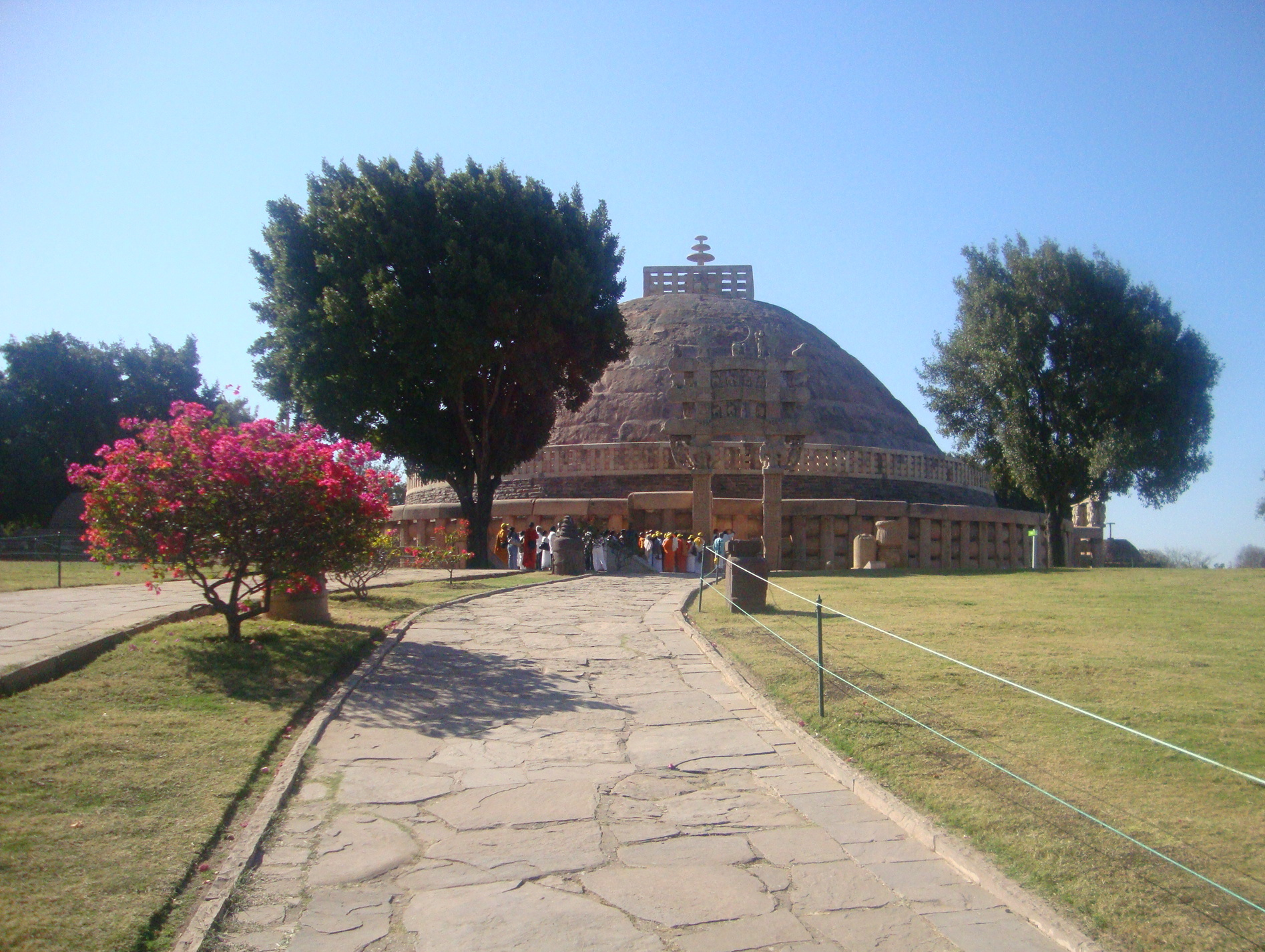
A Grande Estupa em Sanchi (4º-1º século aC). A estupa em forma de cúpula foi usada na Índia como um monumento comemorativo associado ao armazenamento de relíquias sagradas.

Após a Civilização do Vale do Indo, existem poucos vestígios da arquitetura indiana, que provavelmente usava principalmente madeira ou tijolo reciclado, até a época do Império Máuria, de 322 a 185 aC. A partir desse período, por vários séculos, muitos dos melhores vestígios são da arquitetura indiana em rocha, principalmente budista, e também há várias imagens budistas que fornecem informações muito úteis. 
A construção budista de edifícios monásticos aparentemente começa antes da morte de Buda, provavelmente por volta de 400 aC.  Esta primeira geração sobrevive apenas em plantas baixas, notadamente no Jivakarama vihara em Bihar. 
Cidades muradas e com fossos com grandes portões e edifícios de vários andares que usavam consistentemente arcos da cultura chaitya, sem dúvida em madeira, para telhados e estruturas superiores acima de andares mais sólidos são características importantes da arquitetura durante esse período. Os relevos de Sanchi, datados dos séculos I aC, mostram cidades como Kushinagar ou Rajagriha como esplêndidas cidades muradas, como no cortejo real deixando Rajagriha ou na guerra pelas relíquias do Buda. Essas vistas das antigas cidades indianas foram utilizadas para a compreensão da antiga arquitetura urbana indiana.  
No caso da capital Máuria, Pataliputra (perto de Patna ), temos relatos gregos e de Faxian (Fa-Hien, mestre budista); Megástenes (um visitante por volta de 300 aC) menciona 564 torres e 64 portões nas muralhas da cidade. Escavações modernas descobriram uma "enorme paliçada de vigas de teca unidas por cavilhas de ferro ".  Um enorme salão semelhante a apadana com oitenta colunas de arenito mostra clara influência da Pérsia Aquemênida contemporânea.  A única capital de arenito maciço de Pataliputra mostra características helenísticas claras, alcançando a Índia através da Pérsia. As famosas colunas Ashoka apresentam grande sofisticação, e uma variedade de influências em seus detalhes. Em ambos os casos, é provável que exista uma tradição predecessora indiana em madeira, agora desaparecida. 
Tal tradição é extremamente clara no caso dos primeiros exemplos conhecidos de arquitetura escavada na rocha, as cavernas Barabar feitas pelo estado em Bihar, dedicadas pessoalmente por Ashoka por volta de 250 aC. A entrada da Caverna Lomas Rishi tem um portal esculpido que claramente copia um estilo de madeira em pedra, que é uma característica recorrente de cavernas escavadas na rocha por algum tempo. Essas cavernas artificiais exibem um incrível nível de proficiência técnica, a rocha de granito extremamente dura sendo cortada de forma geométrica e recebendo o polimento Mauryan , também encontrado na escultura.  Mais tarde viharas lapidadas na rocha, ocupados por comunidades monásticas, sobrevivem, principalmente no oeste da Índia, e em Bengala sobrevivem as plantas baixas de equivalentes construídos em tijolo. Acredita-se que as fachadas elaboradamente decoradas e os "salões chaitya" de muitos locais escavados na rocha reflitam edifícios autônomos desaparecidos em outros lugares. 
A stupa budista, um monumento em forma de cúpula, foi usada na Índia como um monumento comemorativo associado ao armazenamento de relíquias sagradas.  A arquitetura stupa foi adotada no sudeste e leste da Ásia, onde se tornou proeminente como um monumento budista usado para consagrar relíquias sagradas.  Os trilhos de proteção - consistindo de postes, barras transversais e uma cobertura - tornaram-se um recurso de segurança em torno de uma estupa.  Os templos - construídos em planos elípticos, circulares, quadriláteros ou absidais - foram construídos com tijolo e madeira. Os arcos do portal indiano, o torana , chegaram ao leste da Ásia com a disseminação do budismo. Alguns estudiosos sustentam que o torii deriva dos portões torana no local histórico budista de Sanchi (século III aC - século XI dC).  
Os poços escavados na rocha na Índia datam de 200 a 400 EC.  Posteriormente, ocorreu a construção de poços em Dhank (550–625 dC) e lagoas escalonadas em Bhinmal (850–950 dC).  Os templos das cavernas tornaram-se proeminentes em todo o oeste da Índia, incorporando várias características únicas para dar origem à arquitetura das cavernas em lugares como as cavernas de Ajanta e Ellora. 
Um desenvolvimento muito importante, o surgimento da "shikara" ou torre do templo, é hoje melhor evidenciado pelo Templo Budista Mahabodhi . Isso já tinha vários séculos quando a primeira estrutura muito vertical substituiu um original do período de Açoca, aparentemente por volta de 150-200 EC. A atual torre de tijolos, provavelmente bem maior, data do período Gupta , nos séculos V ou VI. 

## Arquitetura Gupta

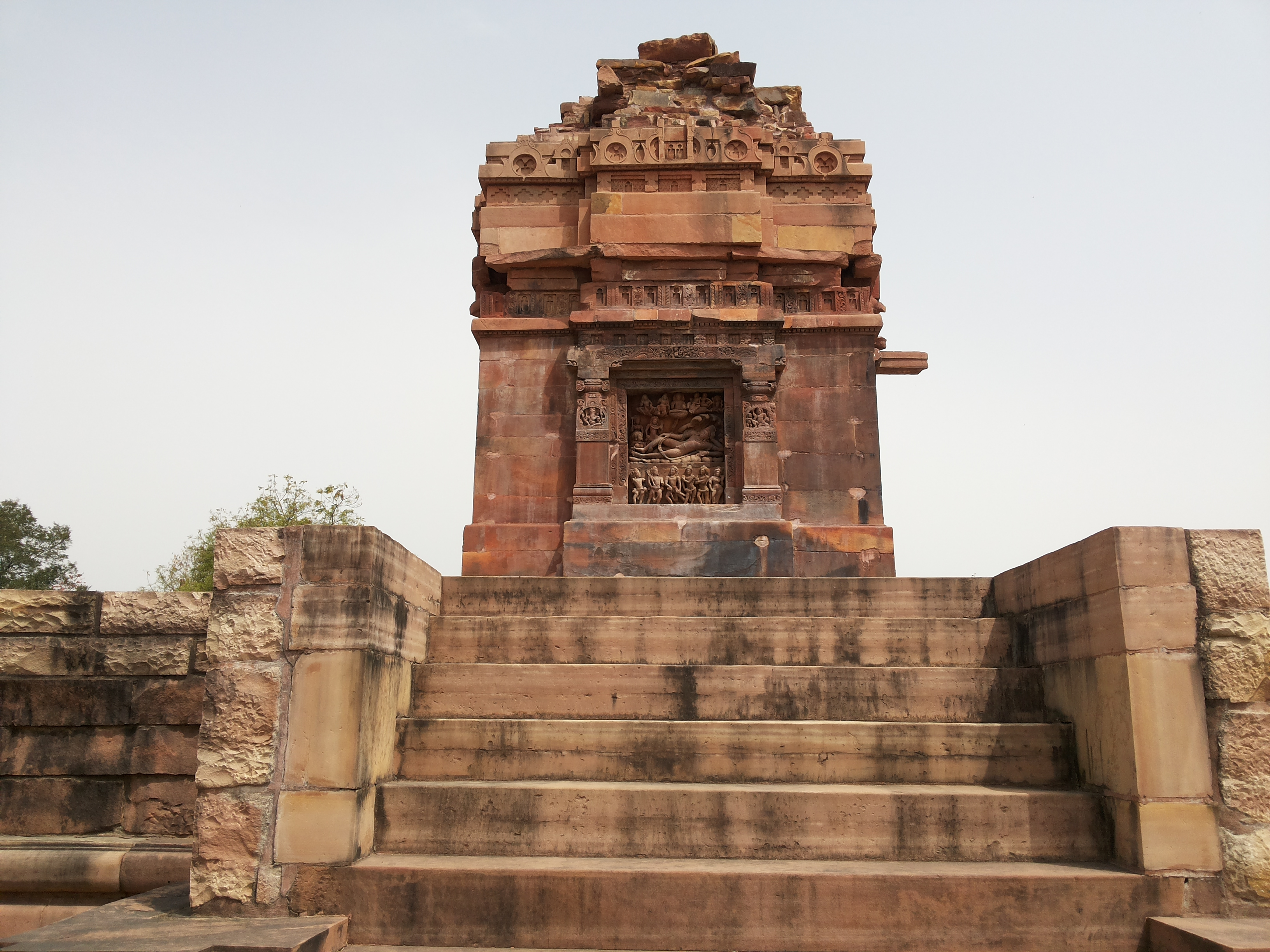
Templo Dashavatara, um templo Vishnu Hindu construído durante o início do século 6, perto do final do período Gupta.

Por razões que não são totalmente claras, o período Gupta representou um hiato na arquitetura indiana de corte de rocha, com a primeira leva de construções terminada antes da montagem do império, e a segunda leva começando no final do século V, após acabou. 
Este é o caso, por exemplo, nas Cavernas de Ajanta, com um grupo inicial de construções feito por volta de 220 EC, o mais tardar, e um posterior provavelmente todo depois de 460. Em vez disso, o período deixou quase as primeiras estruturas permanentes na Índia, em particular, os primórdios da arquitetura do templo hindu. 
Como declarou Milo Beach "Sob os Guptas, a Índia rapidamente se juntou ao resto do mundo medieval em uma paixão por abrigar objetos preciosos em estruturas arquitetônicas estilizadas", "objetos preciosos" sendo principalmente os ícones dos deuses. 
Os monumentos remanescentes mais famosos em um estilo amplamente Gupta, as cavernas de Ajanta, Elephanta e Ellora (respectivamente budistas, hindus e mistos, incluindo Jain) foram de fato produzidos sob outras dinastias na Índia Central e, no caso de Ellora, após o período Gupta, mas refletem principalmente a monumentalidade e o equilíbrio do estilo Gupta. Ajanta contém, de longe, as sobrevivências mais significativas da pintura deste e dos períodos adjacentes, mostrando uma forma madura que provavelmente teve um longo desenvolvimento, principalmente em palácios de pintura.  As cavernas hindus de Udayagiri realmente registram conexões com a dinastia e seus ministros,  e o Templo Dashavataraem Deogarh está um grande templo, um dos primeiros a sobreviver, com esculturas importantes. 
Exemplos dos primeiros templos hindus do norte da Índia que sobreviveram após as cavernas de Udayagiri em Madia Pradexe  incluem os de Tigawa (início do século V),  Templo Sanchi (semelhante, mas respectivamente hindu e budista), Deogarh, Templo de Parvati, Nachna (465),  Bhitargaon , o maior templo de tijolos Gupta a sobreviver,  e o Templo de Lakshman Brick, Sirpur (600–625). Templo Gop em Gujarat (c. 550 ou mais tarde) é uma raridade, sem nenhum outro de mesmo estilo. 
Existem vários modelos amplos diferentes, que continuariam a ser o caso por mais de um século após o período Gupta, mas templos como o Tigawa e o Templo Sanchi, que são pequenos mas massivamente construídos em prostilos de pedra com um santuário e uma alpendre com colunas, mostram o plano básico mais comum que continua até hoje. Ambos têm telhados planos sobre o santuário, o que se tornaria incomum por volta do século VIII. O Templo Mahabodhi, Bhitargaon, Deogarh e Gop já mostram altas superestruturas de diferentes formas.  O templo Chejarla Kapoteswara demonstra que o estilo livre dos templos chaitya com telhados em formato de de barril continuaram a ser construídos, provavelmente com muitos exemplos menores em madeira. 